# 13. октобар
13. октобар (13.10.) је 286. дан у години по грегоријанском календару (287. у преступној години). До краја године има још 79 дана.

## Догађаји
- 409 — Вандали и Алани су прешли Пиринеје и из Галије упали у Хиспанију.
- 1307 — Војници француског краља Филипа IV су ухватили већину витезова темплара, који ће касније под мучењем признати кривицу за јерес.
- 1792 — Председник САД Џорџ Вашингтон положио камен-темељац Беле куће, председничке резиденције у Вашингтону.
- 1860 — Прва фотографија из ваздуха направљена из балона изнад Бостона у САД.
- 1884 — Лондонска четврт Гринич установљена као универзалан, нулти меридијан, од ког се рачунају географске дужине и временске зоне на Земљи.
- 1921 — Совјетске републике Русија, Јерменија, Азербејџан и Грузија су потписале Карски мир са Великом народном скупштином Турске чиме су утврђене данашње границе између Турске и јужнокавкаских држава.
- 1923 — Турски парламент прогласио Анкару, бившу Ангору, престоницом Турске.
- 1943 — Италија после капитулације објавила рат Немачкој, свом бившем савезнику у Другом светском рату.
- 1944 — Ресник ослобођен од Немаца.
- 1972 — Совјетски путнички авион „Иљушин 62“ срушио се у близини московског аеродрома. У до тада највећој авионској несрећи погинуло свих 176 путника и чланова посаде.
- 1976 — Боливијски теретни авион „боинг 707“, ком је по полетању отпао један мотор, пао на главну улицу Санта Круса. Погинула три члана посаде и више од 100 особа на тлу.
- 1977 — Четири Палестинца отела изнад Медитерана авион немачке компаније “Луфтханса” који је летео из Мајорке и преусмерили га у Могадиш у Сомалији. Немачки командоси успешно савладали отмичаре и ослободили путнике 17. октобра.
- 1988 — Лабораторијско испитивање показало да је „Торински покров“, у ком је, према веровању многих хришћана, сахрањен Исус Христос, лажан и да потиче из Средњег века.
- 1990 — У цркви Светог Василија Блаженог на Црвеном тргу у Москви одржана прва литургија после 73 године.
- 1993 — Суд у Хамбургу прогласио кривим Немца Гинтера Пархеа због рањавања ножем југословенске тенисерке Монике Селеш. Осуђен условно на две године затвора.
- 1997 —
  - Британски премијер Тони Блер срео се с лидером Шин Фејна Геријем Адамсом, што је био први сусрет британског премијера и лидера Северне Ирске после више од 70 година.
  - Британски суперсонични аутомобил први успео да на тлу пробије звучни зид, постигавши брзину од 1.222,7 km/h.
- 1998 — После седмодневних интензивних преговора и под претњом војне интервенције НАТО председник Југославије Слободан Милошевић прихватио долазак Верификационе мисије ОЕБС која ће пратити спровођење резолуције Уједињених нација о Косову од 23. септембра и ваздушну посматрачку мисију над Косовом.
- 2000 — У нападу на амерички војни брод у јеменској луци Аден погинуло 17 морнара. САД за напад оптужиле саудијског држављанина у егзилу Осаму бин Ладена.
- 2021 — Тероризам: Данац који је осумњичен да је насумице гађао на улици где је убио пет, а ранио две особе у нападу луком и стрелом у норвешком граду Конгсбергу, прешао је у исламску веру и био је познат од раније полицији. Две особе су повређене, а међу њима је био и један полицајац који тада није био на дужности. Цео тај догађај се одиграо у само 34 минуте у ноћи између 18.13 и 18.47 сати.

## Рођења
- 1162 — Елеонора Енглеска, краљица Кастиље и Толеда. (прем. 1214)
- 1244 — Жак де Моле, двадесеттрећи и званично последњи велики мајстор витезова Темплара. (прем. 1314)
- 1453 — Едвард од Вестминстера, енглески племић. (прем. 1471)
- 1821 — Рудолф Вирхов, немачки физиолог, патолог, биолог и политичар. (прем. 1902)
- 1862 — Мери Кингсли, енглески писац и истраживач. (прем. 1900)
- 1887 — Јозеф Тисо, словачки политичар. (прем. 1947)
- 1911 — Милош Ђерђ Никола, албански писац српског порекла. (прем. 1938)
- 1921 — Ив Монтан, француски шансонијер и глумац. (прем. 1991)[1]
- 1925 — Маргарет Тачер, прва жена-премијер у историји Уједињеног Краљевства. (прем. 2013)[2]
- 1927 — Тургут Озал, турски политичар. (прем. 1993)
- 1931 — Рајмонд Копа, француски фудбалер. (прем. 2017)
- 1932 — Душан Макавејев, српски редитељ и сценариста. (прем. 2019)
- 1934 — Нана Мускури, грчка певачица.
- 1941 — Пол Сајмон, амерички музичар и глумац.
- 1945 — Деси Баутерсе, суринамски политичар.
- 1948 — Борис Аранђеловић, српски музичар, најпознатији као певач групе Смак. (прем. 2015)
- 1952 — Џон Лоун, амерички глумац.
- 1954 — Силвио Микали, италијанско-амерички криптограф и информатичар.
- 1956 — Синан Сакић, српски певач. (прем. 2018)
- 1961 — Док Риверс, амерички кошаркаш и кошаркашки тренер.
- 1962 — Кели Престон, америчка глумица и модел. (прем. 2020)
- 1966 — Мирко Пајчин, српски певач, познатији као Баја Мали Книнџа.
- 1967 — Пабло Ласо, шпански кошаркаш и кошаркашки тренер.
- 1967 — Хавијер Сотомајор, кубански атлетичар.
- 1971 — Саша Барон Коен, енглески глумац, комичар, сценариста и филмски продуцент.
- 1977 — Пол Пирс, амерички кошаркаш.
- 1977 — Антонио ди Натале, италијански фудбалер.
- 1978 — Џермејн О’Нил, амерички кошаркаш.
- 1979 — Вес Браун, енглески фудбалер.
- 1980 — Ашанти, америчка музичарка, музичка продуценткиња, модел, плесачица и глумица.
- 1980 — Скот Паркер, енглески фудбалер и фудбалски тренер.
- 1980 — Дејвид Хеј, британски боксер.
- 1982 — Ијан Торп, аустралијски пливач.
- 1988 — Норис Кол, амерички кошаркаш.
- 1988 — Вацлав Пиларж, чешки фудбалер.
- 1989 — Александрија Окасио-Кортез, америчка политичарка и активисткиња.[3]
- 1990 — Милица Тодоровић, српска певачица.
- 1991 — Дарко Лазић, српски певач.
- 1993 — Срђан Спиридоновић, аустријски фудбалер.

## Смрти
- 54 — Клаудије, римски цар и историчар. (рођ. 10. п. н. е.)[4]
- 1093 — Роберт I од Фландрије, гроф Фландрије. (рођ. 1035)
- 1282 — Нићирен, јапански будистички монах и верски реформатор (рођ. 1222)
- 1435 — Херман II Цељски, хрватско-далматински и славонски бан. (рођ. 1360)
- 1815 — Жоашен Мира, француски маршал. (рођ. 1767)
- 1822 — Антонио Канова, венецијански вајар. (рођ. 1757)
- 1825 — Максимилијан I Јозеф од Баварске, краљ Баварске. (рођ. 1756)
- 1838 — Димитрије Фрушић, српски лекар и новинар. (рођ. 1790)[5]
- 1882 — Жозеф Артур Гобино, француски дипломата, филозоф и социолог. (рођ. 1816)
- 1905 — Хенри Ирвинг, енглески глумац. (рођ. 1838)
- 1909 — Франсеск Ферер, каталонски педагог. (рођ. 1859)
- 1919 — Карл Адолф Гјелеруп, дански књижевник и добитник Нобелове награде за књижевност. (рођ. 1857)
- 1965 — Александар Ивановић, црногорски песник. (рођ. 1911)[6]
- 1987 — Волтер Хаузер Братен, амерички физичар. (рођ. 1902)
- 1998 — Бојан Печар, југословенски и српски музичар, словенског порекла, басиста групе Екатарина Велика. (рођ. 1960)
- 2003 — Бертрам Брокхаус, канадски физичар, добитник Нобелове награде за физику. (рођ. 1918)
- 2013 — Војислав Лубарда, је српски књижевник, романсијер, члан Академије наука и умјетности Републике Српске и члан Сената Републике Српске. (рођ. 1930)[7]
- 2015 — Јездимир Станковић, југословенски рукометни тренер и селектор репрезентације. (рођ. 1939)
- 2016 — Рама IX, краљ Тајланда. (рођ. 1927)
- 2016. — Дарио Фо, италијански писац. (рођ. 1926)

## Празници и дани сећања
- Православна црква прославља светог Теофила Антиохијског.
- Католичка црква прославља светог Едварда Исповедника.